# Dolmen de la Creu de la Llosa
Le dolmen de la Creu de la Llosa, appelé aussi dolmen de la Creu de la Falibe, est un dolmen situé à Saint-Michel-de-Llotes, dans le département français des Pyrénées-Orientales.

## Historique et toponymie
Le dolmen aurait servi de borne territoriale au Moyen Âge. La première mention du dolmen est due à Eugène Devaux en 1934 qui le surnomme « dolmen des croix » en raison de son décor. Son nom est formé du mot catalan creu, qui désigne une croisée de chemins, et du mot llosa, très répandu depuis le sud du Massif central jusqu'au Roussillon et qui désigne une pierre plate (la lauze), l'ensemble Creu de Llosa décrit ainsi la configuration du lieu d'implantation du dolmen, un carrefour de deux sentiers marqué par la présence d'une grosse dalle. Le dolmen a été fouillé et restauré par Jean-Philippe Bocquenet mais curieusement celui-ci l'appelle « dolmen de la Creu de la Falibe » alors que la Creu de La Falibe est située à 800 m de distance.

## Description
Avant restauration, le dolmen était en mauvais état. La chambre mesure 2 m de long sur 0,90 m de large. Elle ouvre au sud-sud-ouest. Elle est délimitée ,côté nord-est, par deux orthostates de respectivement 2 m de long sur 0,60 m de hauteur et 0,20 m d'épaisseur et 0,90 m de long sur 0,30 m de hauteur. Cette seconde dalle est cassée et ne supporte plus la dalle de couverture. Le côté sud-ouest comporte trois minces dalles accolées (d'une épaisseur comprise entre 0,10 et 0,15 m) correspondant peut-être à l'origine à une dalle unique qui se serait délitée en trois fragments (de respectivement  0,97 m, 0,73 m et 1,20 m de longueur) fortement inclinés vers l'intérieur de la chambre, entraînant la forte inclinaison de la dalle de couverture d'est en ouest. La dalle de chevet mesure 1,24 m de long pour une épaisseur d'environ 0,15 m. Sa faible hauteur (0,50 m environ) semble indiquer qu'elle a été fracturée, peut-être lors d'une violation du dolmen. Une dalle de 1,30 m de long plantée obliquement devant le dolmen pourrait correspondre à un élément de fermeture déplacé.

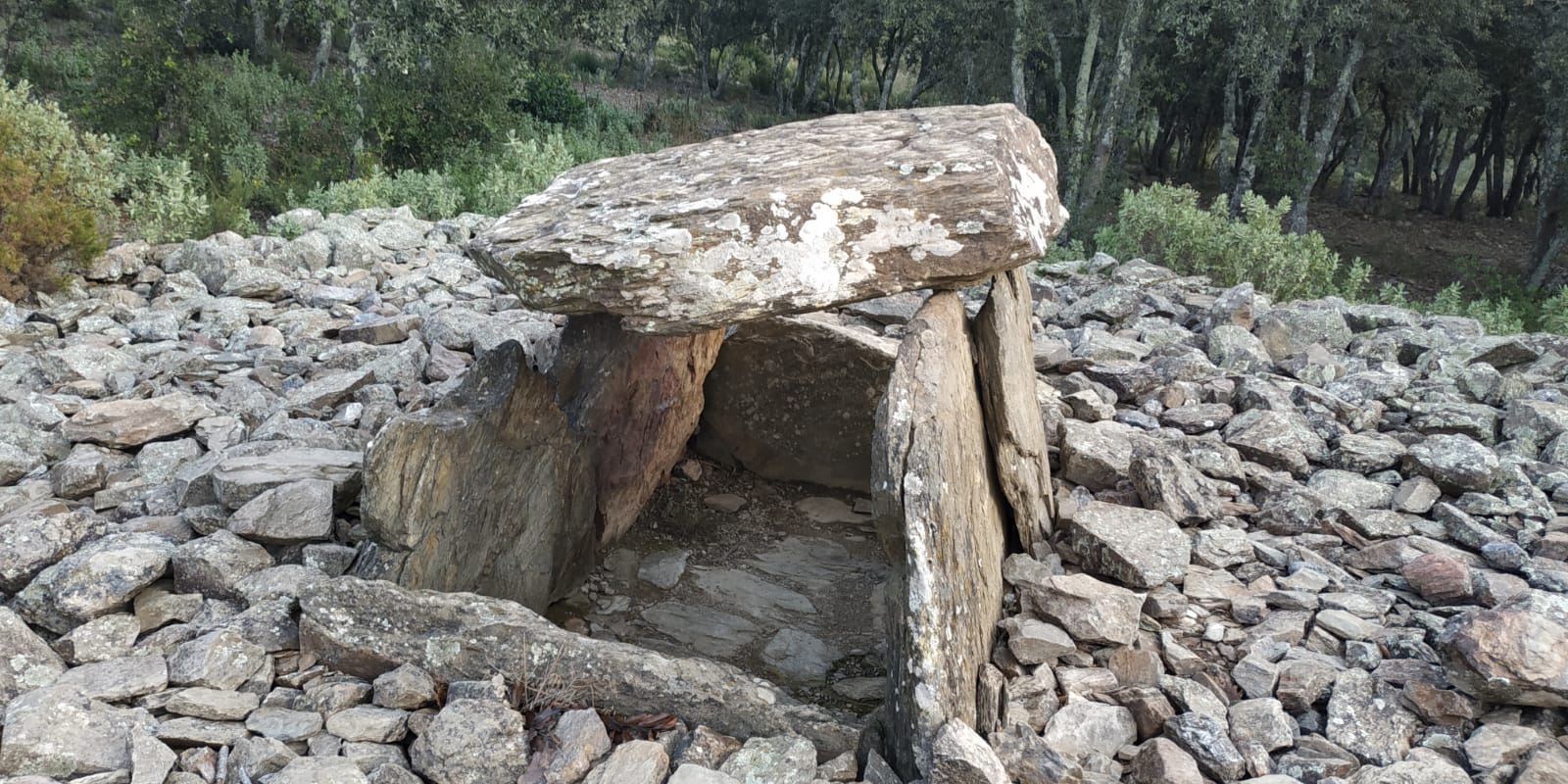
Vue depuis le sud-est.

Le tumulus est de forme circulaire. À l'origine, il s'agit d'un cairn constitué de blocs de pierre de taille variable entre lesquels de la terre s'est infiltrée au cours du temps. Les blocs correspondent au substrat rocheux local, composé de gneiss gris et de schiste bleu-vert. Le tumulus est ceinturé par un péristalithe constitué de grosses dalles dressées verticalement. La masse du tumulus est composée de trois couches de pierres relativement homogènes et constituées de blocs rangés par taille du plus gros au plus petit (dans le sens de la hauteur). Actuellement, le cairn ne dépasse pas 0,50 m de hauteur mais à l'origine, il devait recouvrir complètement le dolmen.

## Gravures
Le dolmen est célèbre pour sa table de couverture, de forme pratiquement rectangulaire, mesurant 1,95 m de long sur 1,30 m de large pour 0,15 à 0,25 m d'épaisseur. La dalle est couverte de gravures constituées de cupules (dont le diamètre varie de 2 à 8 cm, la plus grande atteint 14 cm de diamètre pour 7 à 8 cm de profondeur), parfois reliées par des rigoles et formant 19 « croix cupulées ». La table comporte ainsi 152 cupules, dont 76 constituent des croix (4 cupules par croix) et 76 sont isolées ou reliées entre elles sans dessiner de croix. Il existe aussi 5 motifs en croix sans cupule. Les rigoles dessinent un réseau de forme ovalaire qui suit le pourtour de la dalle. Plusieurs rigoles sont effacées et d'autres semblent se « déverser » vers l'extérieur ce qui indiquerait que la dalle était à l'origine plus grande. Les cupules peuvent aussi avoir été réalisées sur une dalle qui ultérieurement fut retaillée pour l'incorporer dans la construction du dolmen. Les cupules et les croix cupulées seraient d'origine préhistoriques mais ides gravures très fines, plus récentes, représentant des figures géométriques ont été effectuées avec une pointe métallique.

## Mobilier archéologique
La chambre avait été complètement vidée de son contenu à une époque inconnue, les premiers pillages étant intervenus dès l'époque romaine (présence de céramiques sigillées). Le matériel archéologique découvert a été retrouvé dans la partie basse du tumulus, entre les blocs, lors de la restauration du dolmen. Il est constitué de tessons de céramique correspondant à deux périodes distinctes d'utilisation : des fragments de vases carénés avec un décor d'incisions datés du bronze moyen, et des tessons ornés de cannelures horizontales datés du Bronze final